# Raucheck
Il Raucheck (2.430 m s.l.m.) è la montagna più alta dei Monti di Tennen nelle Alpi Settentrionali Salisburghesi. Si trova nel Salisburghese (Distretto di Sankt Johann im Pongau).